# Là où le vent me mène
Albums de Keen'V
Saltimbanque
(2014) 7
(2017)
Là où le vent me mène est le sixième album de Keen'V sorti le 23 octobre 2015. Il est numéro un des ventes en France en novembre 2015. En 2016 il est certifié double disque de platine .

## Liste des pistes
| Édition standard | Édition standard                                     | Édition standard | Édition standard | Édition standard | Édition standard | Édition standard | Édition standard | Édition standard | Édition standard |
| No               | Titre                                                | Durée            |                  |                  |                  |                  |                  |                  |                  |
| ---------------- | ---------------------------------------------------- | ---------------- | ---------------- | ---------------- | ---------------- | ---------------- | ---------------- | ---------------- | ---------------- |
| 1.               | Un monde meilleur                                    | 3:27             |                  |                  |                  |                  |                  |                  |                  |
| 2.               | Rien qu'une fois                                     | 3:16             |                  |                  |                  |                  |                  |                  |                  |
| 3.               | J'avais cru comprendre                               | 3:34             |                  |                  |                  |                  |                  |                  |                  |
| 4.               | Insomnie                                             | 3:09             |                  |                  |                  |                  |                  |                  |                  |
| 5.               | La vie devant nous (avec Lorelei B)                  | 3:14             |                  |                  |                  |                  |                  |                  |                  |
| 6.               | Comme les autres                                     | 3:43             |                  |                  |                  |                  |                  |                  |                  |
| 7.               | Si j'avais su...                                     | 3:19             |                  |                  |                  |                  |                  |                  |                  |
| 8.               | Blessures du passé                                   | 4:15             |                  |                  |                  |                  |                  |                  |                  |
| 9.               | Ma petite Jade                                       | 3:21             |                  |                  |                  |                  |                  |                  |                  |
| 10.              | Le temps passe...                                    | 3:00             |                  |                  |                  |                  |                  |                  |                  |
| 11.              | Dans ce genre de soirée                              | 3:01             |                  |                  |                  |                  |                  |                  |                  |
| 12.              | J'ai piscine (avec Rayane Bensetti)                  | 3:05             |                  |                  |                  |                  |                  |                  |                  |
| 13.              | Tout oublier (avec Nawaach)                          | 3:33             |                  |                  |                  |                  |                  |                  |                  |
| 14.              | Marie Jeanne (Ma petite Jade) "Version non censurée" | 3:21             |                  |                  |                  |                  |                  |                  |                  |
| 15.              | Où le vent me mène                                   | 3:23             |                  |                  |                  |                  |                  |                  |                  |
| 50:41            |                                                      |                  |                  |                  |                  |                  |                  |                  |                  |

## Discographie dans les hit-parades
Albums
| Année | Album                 | Meilleure position   | Meilleure position | Label        | Certification            | Notes               |
| Année | Album                 | Belgique francophone | France             | Label        | Certification            | Notes               |
| ----- | --------------------- | -------------------- | ------------------ | ------------ | ------------------------ | ------------------- |
| 2015  | Là où le vent me mène | 12                   | 1                  | Warner Music | Double disque de platine | Crédité sous Keen'v |